# تود ستراسر
تود ستراسر (بالإنجليزية: Todd Strasser)‏ (5 مايو 1950، نيويورك في الولايات المتحدة)؛ كاتِب مُتخصِّص في أدب الأطفال، صحفي وروائي أمريكي.

## روابط خارجية
- تود ستراسر على موقع IMDb (الإنجليزية)
- تود ستراسر على موقع مونزينجر (الألمانية)
- تود ستراسر على موقع ألو سيني (الفرنسية)